# PDGF

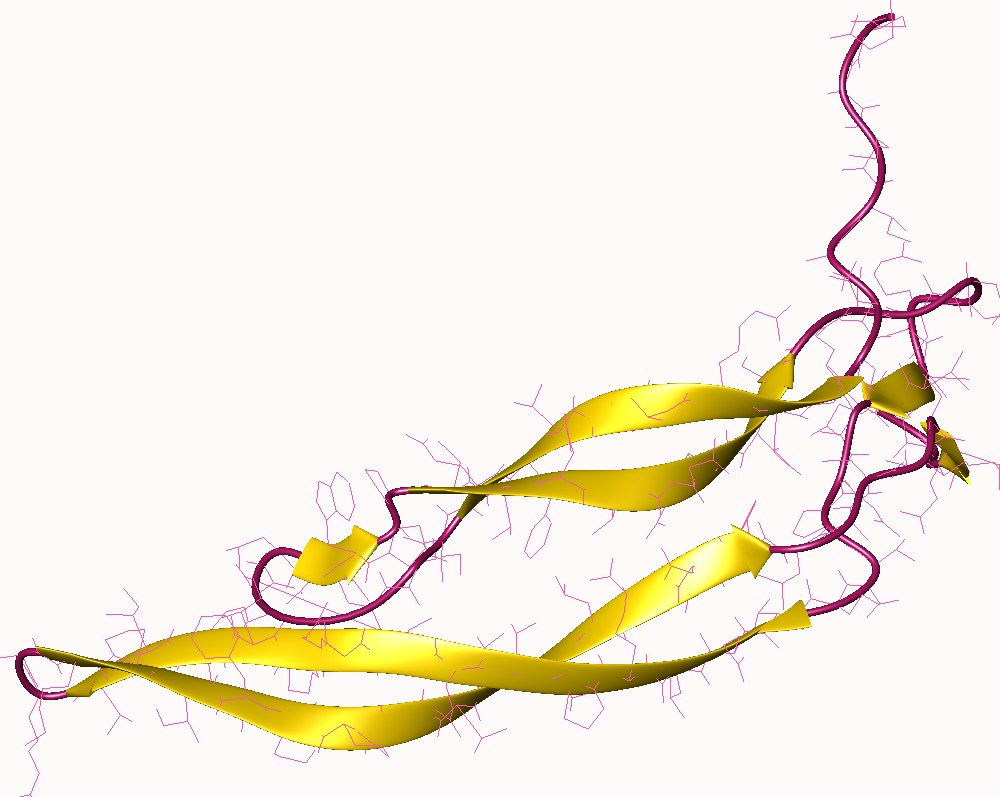
Platelet-derived growth factor monomer B, Human.

A vérlemezke eredetű növekedési faktor (Platelet-derived growth factor, továbbiakban PDGF) azon számos fehérje egyike, amelyek a sejtek növekedését és osztódását szabályozzák. A PDGF-nek szerepe van a magzati fejlődés, a sejtosztódás, a sejtvándorlás és az angiogenezis szabályozásában. Ezen kívül számos betegség kialakulásában is szerepet játszik, ezek az atherosclerosis, fibrosis, és a rosszindulatú daganatok. A PDGF volt az egyik legkorábban leírt növekedési faktor (GF) és működésének megértése számos további GF jeltovábbítási útjának felderítéséhez nyújtott segítséget.
A PDGF molekulák dimer formában vannak jelen a sejtekben. A dimert az A és B fehérjeláncok alkotják és különböző mértékben aktivál attól függően, hogy homodimer (AA, BB) vagy heterodimer formában van jelen.
A jelátviteli pályát ligand által indukált receptor dimerizációval és autofoszforilációval aktiválja.

## PDGF receptor
A PDGF Receptor (PDGFR) szintén dimer amely alfa és béta láncok kombinációjából alakulhat ki (alpha-alpha, alpha-beta, beta-beta). A dimer csak a ligand kötődése után alakul ki, a kombináció a ligand típusától is függ. A ligand megkötése után maga a receptor is foszforilálódik (autofoszforiláció) és számos más sejtfehérjét is foszforilál (jelátvitel).